# قصر عين السل
قصر عين السل، هو قصر يعود بناءه إلى العصر الأموي، يقع في محافظة الزرقاء في الأردن، وعلى مسافة 1.75 كم إلى الشمال الشرقي من قلعة الأزرق. تقع عين السل للشمال الشرقي من القصر على بعد 200 متر. وهو من القصور الأموية ذات المساحة الصغيرة، حيث يبلغ طول ضلعه 17 مترًا في شكل مربع. وقد تم تشييده من الحجارة البازلتية السوداء، ويحتوي على ساحة مكشوفة تحيط بها مجموعة من الغرف، وبه معصرة زيتون. القصر عبارة عن مجمع موجود في وسط مزرعة تابعة له في جهته الغربية، ويتبعه حمام يتألف من ثلاث أو أربع غرف. من هنا تبرز أهمية هذا القصر لاحتوائه على حمام، مما يدل على انتشار بناء الحمامات في الفترة الأموية.
في مطلع السبعينات من القرن الماضي، أشار باحث يُدعى برائان تولسون إلى بقايا قلعة رومانية تقع على يمين الطريق الذي يتجه إلى شمال الأزرق، وبسبب هذا الاكتشاف بدأت حركة البحث والدراسة تتجه إلى هذه القلعة لمعرفة طبيعتها وتاريخها والوظيفة التي تخدمها. فتوجه كيندي عام 1978 إلى الموقع، لكنه قام بدراسة أولية للقصر من ناحية الوصف أو التاريخ. ثم قام الدكتور غازي بيشة من دائرة الآثار العامة بالقيام بحفريات أثرية وتنظيفات داخل هذا القصر عام 1984.

## البناء
القصر عبارة عن بناء مربع صغير يبلغ طول ضلعه حوالي 17 مترًا، شُيد بواسطة كتل حجرية من البازلت، وتم تثبيت الحجارة باستخدام حشوة بلغ سماكتها حوالي 1.40 متر. تم ترتيب الغرف التي يبلغ عددها سبعة حول ساحة مركزية مكشوفة تطل عليها باستثناء غرفة واحدة. وتبلغ مساحة القصر دون حساب مساحة الحمام حوالي (17.60 × 7.70 مترًا). وقد لاحظ الدكتور غازي بيشة أنه لم يُعثر على آثار للأساسات، ويرجح أن الجدران قد بنيت مباشرة فوق الأرض.
مدخل القصر يقع في منتصف الجدار الشرقي، حيث يبلغ عرضه حوالي 1.64 مترًا، وما زالت آثار حلقة الباب ظاهرة. ينتهي المدخل ببوابة يبلغ ارتفاعها حوالي 1.80 مترًا وعرضها حوالي 1.87 مترًا. تفتح هذه البوابة على ساحة فضائية تتوسطها سبع غرف. كما تميزت الممرات بين الغرف بوجود أقواس عند الأبواب، ولربما كانت هذه الأقواس تدعم السقف. أما الأرضيات، فقد كانت مغطاة بطبقة سميكة من الجص، وقد كشفت بعض الأرضيات المدمرة عن وجود قنوات فخارية أسفلها.

### ملحقات القصر
ملحق بالقصر من الجهة الغربية جناح يحتوي على ثلاث غرف، هذا الجناح هو عبارة عن حمام، حيث يتكون من الغرفة الباردة وغرفتان ساخنتان أيضا تقعان على مستوى واحد وتأخذان اتجاه شمال جنوب، ويرجح بيشه أنه كان يوجد أيضا غرفة دافئة وذلك بسبب ملاحظته وجود طبقة من الجص ممتدة إلى الجدار الجنوبي للغرفة البادرة وهي سميكة.

## الحمامات
بمحاذاة جدرانه الغربية، شُيد حمام يتألف من ثلاث أو أربع غرف تمتد من الشمال إلى الجنوب. هذا الحمام خالي من الرسوم الجدرانية والأرضيات الفسيفسائية على عكس قصر عمرة، إلا أنه لا يزال ذا أهمية كبيرة. فالحمام يُظهر انتشار بناء الحمامات في العصر الأموي، مما يدل على أنها لم تكن مقتصرة فقط على الأبنية الفخمة أو القصور الكبيرة، بل كانت جزءًا من الحياة اليومية في مختلف أنواع المباني، بما في ذلك تلك التي قد تكون أقل باذخًا.

### الوصف الداخلي للحمام
النظام المعماري الداخلي للحمام يتسم بتصميم عملي يهدف إلى توفير الراحة والوظائف الضرورية. يُدخل إلى الغرفة الباردة عبر ممر ضيق يبلغ عرضه حوالي 0.78 متر. في الزاوية الجنوبية الغربية للغرفة الباردة، يوجد خزان ماء تبلغ مساحته حوالي 0.85 × 1.75 متر. في منتصف الجدار الشرقي، يوجد "كوه" محاطة بقوس، وترتفع عن الأرض حوالي 0.30 مترًا، وقد بُني القوس من الحجارة الجبرية. أما الغرفة الحارة، فهي تقع في الشمال، ولكنها في حالة سيئة جدًا، فقد أصابها دمار كامل. ما تبقى من آثار هذه الغرفة هو نظام التدفئة، حيث بقيت أربعة أعمدة من الطوب مصفوفة على طول الجدارين الشرقي والغربي. ويستند على هذه الأعمدة ألواح حجرية بازلتية كانت تستخدم لنقل الحرارة إلى المساحة الداخلية.
بالإضافة إلى ذلك، يوجد خزان آخر يقع في منتصف الجدار الغربي، ويبلغ عرضه حوالي 1.80 مترًا، أما عمقه فهو حوالي 0.70 مترًا. وفي الضلع الشمالي للغرفة الحارة، يوجد باب يبلغ عرضه حوالي 1 متر، يفتح على الغرفة الحارة التي تقع في المنتصف. هذا التصميم المعماري للحمام يعكس الفهم الأموي لاحتياجات الاستحمام والتدفئة، مع التركيز على توفير الحرارة والماء في بيئة استحمام منظمة.

## النقش داخل القصر
الحجر الميلي البازلتي الذي استخدم كجزء من عمود في معصرة الزيتون في الغرفة الوسطى يحمل نقشًا يحتوي على خمسة أسطر. لكن السطر الأول والأخير منهما مكسوران بشكل أفقي، ويبلغ محيط الحجر حوالي 70 سم. يُرجح الباحث كيندي أن هذا النقش يعود إلى فترة الإمبراطور سيبريوس التاسع، ويظهر في النقش جزء من المسافة، بالإضافة إلى اسم الحاكم المسؤول عن البناء. يُحتمل أن يكون هذا الحاكم هو "القنصل العظيم"، وهو لقب يشير إلى وجود حاكم في المنطقة، ومن المرجح أن يكون الحاكمان في تلك الفترة هما كركلا وجيتا. كان من الشائع في تلك الفترة، عند غياب الإمبراطور، أن يتم وضع مثل هذه النقوش للإشارة إلى السلطة المحلية. بناءً على ذلك، يُعتبر تاريخ النقش حوالي عام 209-211م.
يُعتقد أن الكسر والطمس الواضح للأسطر كان مقصودًا، إذ يشير إلى أن كلا الاسمين المرتبطين بالنقش كانا قد اقترنا بأفعال سيئة، مما جعل الناس يلعنونهما ويكرهان ذكرهما بعد وفاتهما. لذلك، قاموا بطمس اسميهما من النقش. النقش لا يحتوي على ذكر للموقع، ولكن يُحتمل أن الحجر قد تم جلبه من مكان ما على الطريق الروماني. الرقم أو المسافة المذكورة في النص قد تكون إما 73 أو 90 أو 87، ومن المرجح أن تكون أقرب نقطة أو موقع إلى عين السل هو "الشقة" التي تقع إلى الشمال من عين السل بالقرب من إيمتان، التي تبعد حوالي 90 كم عن الموقع.